# Botewgrad
Botewgrad (bułg. Ботевград) – miasto w zachodniej Bułgarii, położone około 40 km od stolicy kraju Sofii, u zachodnich podnóży Starej Płaniny.
Miasto jest siedzibą gminy Botewgrad.
Miasto było dawniej znane pod nazwą Orchanie (bułg. Орхание). Współczesna nazwa pochodzi od nazwiska jednego z najsłynniejszych bułgarskich poetów – Christo Botewa.
Botewgrad jest jednym z najstarszych miast w Bułgarii. Założony został około V wieku przez Traków, później był rzymską osadą. W średniowieczu ważny ośrodek feudalny.
W mieście znajduje się Muzeum Historii o statusie muzeum narodowego.
W mieście rozwinął się przemysł elektrotechniczny, samochodowy, meblarski oraz spożywczy.